# Punto Andalucía
El Punto Andalucía (en alemán Planquadrat Andalusien y en inglés Point Andalusia) fue una zona secreta del Atlántico Sur empleada con cierta frecuencia por unidades de la Kriegsmarine durante la Segunda Guerra Mundial para aprovisionarse y poder continuar las operaciones sin retornar a sus bases.

## Situación
Esta zona se encuentra aproximadamente en 15°S 18°O / -15, -18, unos 2200 km al sureste de Recife y unos 1.200 km al oeste de Santa Helena.

## Operaciones
Fue lugar frecuente de encuentro entre los corsarios alemanes, sus aprovisionadores, submarinos y algunas de sus presas en tránsito hacia Europa.
Entre otros encuentros cabe citar el producido del 25 de diciembre de 1940 al 5 de enero de 1941 entre el Admiral Scheer y los aprovisionadores Nordmark, Eurofeld, el corsario Thor y el Storstad, una presa del Pinguin. El comandante del Admiral Scheer, Theodor Krancke, trató de alcanzar un acuerdo de cooperación con el del corsario, Kapitän zur See (Capt. de navío) Otto Kähler. Sin embargo, el único acuerdo al que se llegó fue dividir la zona de operaciones en dos, al norte y al sur del paralelo 30° N, operando el corsario al sur del mismo.